# Мерени (Концешти)
Мерени (рум. Mereni) насеље је у Румунији у округу Дамбовица у општини Концешти. Oпштина се налази на надморској висини од 149 m.

## Становништво
Према подацима из 2002. године у насељу је живело 167 становника, од којих су сви румунске националности.